# Saison 5 d'Orange Is the New Black
Chronologie
Saison 4 Saison 6
Cet article présente le guide des épisodes de la cinquième saison de la série télévisée Orange Is the New Black.

## Généralités
Comme les autres productions originales de Netflix, tous les épisodes seront disponibles simultanément le même jour. Cependant le 30 avril 2017, après une tentative de chantage auprès de Netflix, un groupe de pirates a mis en ligne les dix premiers épisodes de la saison sur le site The Pirate Bay.
La diffusion en France de la saison a été accompagnée d'un clip promotionnel mettant en scène Nabilla Benattia avec plusieurs personnages de la série. Dans cette vidéo, Nabilla, arrêtée pour le meurtre de son compagnon, dialogue à la cantine avec trois détenues de Litchfield, Suzanne, Taystee et Black Cindy. Les prisonnières font plusieurs remarques à propos de la chevelure de Nabilla qui pense qu'elles se moquent de la phrase qui l'a rendue célèbre, « Allô ! Non, mais allô quoi ! T'es une fille, t'as pas d'shampooing ».

## Distribution

### Acteurs principaux
- Taylor Schilling : Piper Chapman
- Laura Prepon : Alex Vause
- Kate Mulgrew : Galina « Red » Reznikov
- Yael Stone : Lorna Morello
- Natasha Lyonne : Nicolette « Nicky » Nichols
- Danielle Brooks : Tasha « Taystee » Jefferson
- Taryn Manning : Tiffany « Pennsatucky » Doggett
- Uzo Aduba : Suzanne « Crazy Eyes / La folle dingue » Warren
- Selenis Leyva : Gloria Mendoza
- Adrienne C. Moore : Cindy « Black Cindy » Hayes
- Dascha Polanco : Dayanara « Daya » Diaz
- Nick Sandow : Joe Caputo
- Jackie Cruz : Marisol « Flaca » Gonzales
- Lea DeLaria : Carrie « Big Boo » Black

### Acteurs récurrents et invités
- Laverne Cox : Sophia Burset
- Elizabeth Rodriguez : Aleida Diaz
- Laura Gomez : Blanca Flores
- Jessica Pimentel: Maria Ruiz
- Diane Guerrero : Maritza Ramos
- Lin Tucci : Anita DeMarco
- Constance Shulman : Yoga Jones
- Vicky Jeudy : Janae Watson
- Samira Wiley : Poussey « P » Washington (épisode 6)
- Matt Peters : Joel Luschek
- Catherine Curtin : Wanda Bell
- Joel Marsh Garland : Scott O'Neill
- Kimiko Glenn : Brook Soso
- Dale Soules : Frieda Berlin
- Emily Althaus : Maureen Kukudio
- Brad William Henke : Desi Piscatella
- James McMenamin : Charlie « Donuts » Coates
- Blair Brown : Judy King

## Épisodes

### Épisode 1:Jamais là quand il faut
Dayanara est entourée de détenues survoltées alors qu'elle braque le pistolet de Humphrey sur le gardien désarmé. Après un coup de semonce pour faire taire les prisonnières, elle finit par tirer dans l'aine du gardien qui perd beaucoup de sang très vite. Alors que certaines détenues parlent de l’achever, Gloria refuse de laisser Humphrey mourir et l’amène à Sophia, la seule à avoir les compétences pour le maintenir en vie avec sa formation de pompier. Réticente à sauver la vie d'un homme aussi haineux, elle finit par lui prodiguer les premiers soins.

L'émeute se propage très vite dans tout Litchfield, les prisonnières capturant les gardiens qui tentent de maintenir leur autorité mais se font vite déborder. 
Blanca se charge de fermer toutes les portes de sortie, Big Boo et Pennsatucky prennent le contrôle de la boutique, Lorna et Nicky s'installent dans la pharmacie, Judy King se réfugie dans la bibliothèque avec Brook. 
Luschek laisse faire, laissant l'alarme et le courant être coupés sous ses yeux. 
Piper et Alex trouvent Linda enfermée dans les toilettes et, par pitié et après l'avoir dévalisée, la cachent en la faisant passer pour une détenue.
Taystee, Black Cindy, Janae et Alison retrouvent Caputo et le forcent à lire une déclaration sur la mort de Poussey, filmée avec la tablette de Josh, le représentant de MCC. Ce dernier accepte de faire diffuser le message, préférant raconter l’histoire d'un gardien pour étouffer l’émeute.

Humphrey est finalement amené à l'infirmerie et sauvé, mais se retrouve alité et attaché entre Suzanne et Kukudio.
Red cherche des preuves contre Piscatella. 

### Épisode 2:Baiser, épouser, tuer
Piscatella tente de revenir à Litchfield mais les détenues gardent le contrôle. 
Les prisonnières hispaniques, sous l'impulsion de Maria, commencent à martyriser les gardiens pris en otage dans la chapelle au grand dam de Piper et Alex qui n'apprécient pas du tout. Cette dernière souhaite quitter la salle sans Piper qui ne veut pas faire de vague. Alex finit par montrer son opposition à ce qui se passe et quitte la salle. 
La vidéo de Taystee et Caputo peine à passer et devient virale par un détournement de Cindy qui buvait un café latte en fond, une réaction qui rend Taystee furieuse: leur vidéo n'est pas du tout prise au sérieux.
Humphrey semble se remettre de sa blessure par balle mais Kukudio laisse entrer des bulles d'oxygène dans sa perfusion, provoquant un AVC. 
Daya a perdu son arme mais tente de faire illusion, cependant Maria et la gardienne McCullough comprennent la situation. 
Frieda s'est retrouvée enfermée avec trois détenues néo-nazies dans la réserve de la cuisine, mais elle s'en libère en fabriquant des fléchettes et en manipulant les deux gardiens. Une fois dehors, elle va à son bunker secret où elle s'enferme avec ses réserves de nourriture. 

### Épisode 3:Les pisseuses
Le groupe des blacks de sert dans les habits des détenus à leur arrivée.
Devant la réaction publique et le fait que Judy King soit toujours détenue, les dirigeants de MCC préfèrent négocier plutôt que résoudre par la manière forte que préconise Piscatella. 
Linda menace de parler de la mort du garde si elles ne continuent pas de la protéger, ce que Piper n'apprécie pas du tout et menace physiquement Linda. Linda parvient à se fondre parmi les autres détenues et découvre de l'intérieur les conditions de vie de Litchfield. Piper et Alex apprennent également que Caputo et elle ont une aventure. 
Maria et Taystee se mettent d'accord pour compiler les demandes des détenues : des gardiens formés, une aide à l'éducation, meilleurs soins, amnistie pour toutes les détenues, arrestation de Bayley et des friandises ; Taystee est déçue de voir que peu de détenues ont pensé à Poussey. 
Bayley est en déroute totale et veut se faire arrêter mais il est pris pour un vétéran ivre souffrant de stress post-traumatique. 
Judy King se fraye un chemin vers l'extérieur alors que la nuit tombe et que Litchfield est plongé dans le noir, croisant plusieurs détenues qui la terrifient avant d'être rattrapées par les néo-nazies. 

### Épisode 4:Litchfield a du talent
Avec la présence de Linda, Caputo préfère annuler l’attaque imminente. 
Angie et LeAnne continuent leur jeu de baisser les pantalons, révélant que c'est Gloria qui a le pistolet, et dans la confusion, Angie parvient à le récupérer. Armée, elle prend le pouvoir sur le dortoir et décide d'organiser un concours de talents par les gardiens pour les détenues. LeAnne choisit Stratman pour sa lap dance, mais Angie préfère Blake, plus à son goût. En conséquence, il laisse Caputo se faire enfermer dans les toilettes portatives sales de l’extérieur. 
Suzanne, qui croit ressentir la présence de l’esprit de Poussey, organise une séance de spiritisme à l'endroit où elle est morte. 
Blanca et Red, dopées aux amphétamines, trouvent le dossier de Piscatella et découvre qu'il est responsable de la mort violente d'un détenu dans un autre pénitencier. 
Se rendant afin d'être envoyé au QHS, Sophia apprend que Sœur Ingalls a développé une pneumonie au SHU et bénéficié d'une libération anticipée par compassion.
Alex et Piper font des plans pour leur futur. Mais Alex n'aime pas quand Piper lui dit que Linda pourrait la dénoncer et ruiner sa vie même. Piper lui dit qu'elle comprend qu'elle se sente coupable mais qu'il faut qu'elle se protège. Piper menace Linda si elle parle.

### Épisode 5:Vas-y Effie, chante
Au petit matin, le courant est rétabli dans Litchfield et les détenues voient comment l'émeute est perçue de l’extérieur : la vidéo de Judy King vue sur le toit entourée de néo-nazies à la tête couverte est interprétée par les médias comme une attaque terroriste anti-chrétienne. Devant ces images, le gouverneur est furieux et envoie une équipe d'intervention sur place, qui ignore totalement Piscatella. 
De l'extérieur, Aleida peine à trouver un emploi et découvre assez tard l'émeute de Litchfield que Gloria lui a cachée. 
Piper voit Alex devenir malgré elle la leader des détenues pacifistes qui s'installent hors des bâtiments, loin de l’agitation. Alex dit à Piper qu'elle a dit aux autres détenus qu'elle était une meurtrière. Piper a peur que sa petite amie fasse une erreur qui lui gâche la vie.
Flaca poste plusieurs vidéos de l’intérieur de Litchfield mais c'est Maritza qui attire l'attention. 
Ruiz découvre grâce à Caputo que Piscatella n'a pas pu prolonger sa peine et qu'il l'a manipulée. 
Janae, Alison, Black Cindy et Taystee parviennent à libérer Judy et préparent une réponse à la désinformation. Avec Josh des relations publiques de MCC, elles préparent Judy pour une déclaration publique. Watson est révoltée de voir la célébrité du pénitencier être la porte-parole des détenues de couleur, aussi, au dernier moment, Taystee interrompt Judy pour donner son discours autour de la mort de Poussey et de leurs conditions de vie, puis, pour appuyer son geste, elle pousse Judy hors de la prison. 
Angie et Leanne retrouvent Coates dans la laverie, où il retrouvait Pennsatucky en secret. Quand Pennsatucky les surprend, elle récupère l'arme dans la ceinture d'Angie et la jette dans les mains du gardien pour qu'il fuie. Un coup part qui atteint LeAnne dans un doigt. 

### Épisode 6:Épicées... et fumées
Les détenues de Litchfield reçoivent des cartons de friandises et des tampons, une partie des réclamations est donc satisfaite. Toutefois, en parlant avec la représentante de MCC qui demande la libération des otages, Taystee réalise que l'entreprise ne compte pas aller plus loin pour l'instant et commence à réunir tout ce qu'il reste des friandises avec l’aide de Piper qui ne veut pas rester là à rien faire.
Les détenues organisent un faux procès pour Pennsatucky, défendue par Big Boo, pour avoir permis la fuite de Coates et son arme. En discréditant Angie et appelant à créer un système juste, Pennsatucky écope d'une peine de travaux d'intérêt général. 
Aleida est invitée dans un journal télévisé local pour une interview qui vire au désastre. 
Lorna a des envies sexuelles qu'elle comble avec Nicky avant de lui annoncer qu'elle se croie enceinte.
Frieda s'ennuie dans son bunker et invite Red, Yoga Jones, Gloria, Norma, Anita et Gina à partager les lieux, révélant une piscine abandonnée sous le bâtiment qui peut servir de dortoir. Red ne les rejoint pas.
Red et Blanca, toujours dopé, continue de chercher des éléments compromettant contre Piscatella.

### Épisode 7:La touffe complète pour un demi-snickers
Les changements dans le pénitencier perturbent Suzanne, et Cindy force les gardiens à l'occuper pour la calmer. 
Lorna annonce à son mari Vinnie sa grossesse. Quand il arrive à Litchfield et voit Lorna sur le toit avec une pancarte lui annonçant la nouvelle, il prend la fuite. 
Piper et Taystee cherchent à s'occuper en attendant la réaction de MCC et décident d'organiser un concours pour un monument à l’honneur de Poussey ; Brooke a la meilleure idée en créant une bibliothèque ouverte dans toute une allée de la prison. Taystee et Brooke réalisent qu'elles tenaient toutes les deux autant à Poussey mais différemment.
Alex et Nicky décident de se relooker, pour le plus grand bonheur de Piper. Nicky trouve une autre amante, au grand deséspoire de Lorna.
Red et Blanca parviennent à débloquer le portable de Humphrey et tentent d'attirer Piscatella dans la prison. 
Linda se rapproche de Big Boo, mais alors qu'elle cherchait seulement de la protection, elle finit par céder à ses avances. 
Dogget prépare une boisson qui est apprécié par les détenues, jusqu'à ce que Leanne urine dedans.

### Épisode 8:Ligotée sur la voie
- Dasany Kristal Gonzalez (Dayanara à 14 ans)

Red et Blanca continuent d'essayer d'attirer Piscatella en se faisant passer pour Humphries par SMS. Quand il veut partager ses informations avec l'équipe d'intervention, il est rembarré après une interview télévisée de Judy King et Aleida révélant que Humphries n'est plus en condition de parler ; au cours de l’émission, Aleida comprend que c'est Daya qui a tiré. 
Figueroa a été dépêchée par le MCC pour négocier avec Taystee, préparée grâce aux dossiers de Caputo et à son accès à Internet. Cependant quand la nouvelle de la blessure de Humphries lui parvient, le MCC refuse de négocier l’amnistie. Piper comprend alors qu'elles sont face à un dilemme : abandonner l’amnistie pour toutes ou sacrifier Dayanara et avoir une chance pour les autres. Elles décident de sacrifier Dayanara, ce qui fait très mal à Alex, qui estime qu'elle n'est pas différente de Daya. Finalement, après une discussion avec Mendoza, un appel à sa mère et à la mère de Pornstache pour lui révéler les manigances d'Aleida et faire en sorte qu'elle puisse adopter sa fille, Daya accepte de se rendre d'elle-même. 
Les négociations ont duré toute la journée, si bien que Cindy et Watson, chargées de surveiller Suzanne et les gardiens n'ont pu le faire. Les latinas finissent par menotter Suzanne pour remettre les gardiens dans leur local. 
En parallèle, Pennsatucky est harcelée par LeAnne et Angie qui la privent d'accès aux toilettes. Elles finissent par l'enfermer dans les toilettes malgré les protestations de Boo.
Nicky voit que Red est sous amphétamines et se charge de la garder pendant la redescente de drogues.
Gloria apprend que son fils est en soins intensifs dans le coma. 

### Épisode 9:Frissons
Red est persuadée que Piscatella va entrer dans la prison mais Nicky, qui la garde, puis Alex et Piper pensent qu'elle est paranoïaque à cause de la drogue. Cependant, Piscatella est bien entré et commence à capturer les détenues une par une. Ainsi, Blanca, Nicky, Big Boo, puis Alex et Piper sont capturées et enfermées. 
Sur le conseil de Caputo, Gloria parvient à joindre le directeur de MCC pour voir son fils, mais la seule option qui lui est offerte est de libérer les otages. Caputo est libéré des toilettes portatives pour négocier avec Figueroa et révéler les véritables conditions de vie imposées par MCC. 
Linda tente d'obtenir l’aide de Caputo, mais il l'abandonne et la fait passer pour folle. Les autres détenues finissent par la reconnaitre. 
Lorna est seule à l'infirmerie, encore sous le coup des déclarations de Nicky qui pense encore que la grossesse de Lorna est un mensonge. Elle prend le traitement de Suzanne, la retrouve, la libère mais choisit de ne pas lui donner son traitement.

### Épisode 10:L'antiroi Midas
Piscatella a pris le dessus sur Red et commence à la torturer devant Piper, Alex, Boo, Blanca et Nicky toutes ligotées et bâillonnées,il utilise un couteau pour lui arracher les cheveux tout en la couvrant d'insultes. Piper parvient à arracher son bâillon et hurle à l'aide, ses cris sont entendus par les amies réfugiées dans le bunker de Frieda, vu qu'il a enfermé ses prisonnières dans le local où se trouve la porte secrète. 
Gloria parvient à distraire les deux détenues qui surveillent les gardiens otages en les envoyant dormir, mais pas assez longtemps pour qu'elle parvienne à les faire sortir. 
Suzanne, en pleine crise psychotique sans son traitement, erre seule dans les couloirs et trouve Kukudio délirante dans les toilettes. Elle réussit à l'amener à l'infirmerie, mais l'infirmier a été pris en otage par Angie et Leanne à la recherche d'un donneur pour la phalange blessée de Leanne. Elle réalise alors que Hump est probablement mort.
Quand Suzanne tente de retrouver Taystee pour lui amener Hump, qui peine à mener les discussions entre Caputo et Figueroa, elle est interceptée par Watson et Cindy. 

### Épisode 11:Plus près de toi, Poussey
Piscatella est amené au fond du bunker de Frieda par tout le groupe qui ne parvient pas à s'accorder sur la suite. Red veut sa revanche, persuadée qu'il sera encore protégé par le système, et Norma finit par l'attacher à son tour. Alors que les esprits s'agitent, Gina révèle qu'elle l’a filmé alors qu'il torturait Red et brisait le bras d'Alex. 
Gloria utilise la fatigue des détenues surveillant les gardiens pour les manipuler et faire sortir un à un les gardiens, vers la cour, ayant pour projet de les libérer et rejoindre son fils.
Taystee tient bon et parvient encore, après 12 heures de négociations, à obtenir des concessions de Figueroa, s'étant découvert une vocation. 
Cindy doit se charger de Suzanne, dont la crise empire : elle force le passage à l'infirmerie bloquée par Lorna pour prendre du lithium afin d'apaiser temporairement son amie. 
Lorna quant à elle finit par se résoudre à faire un test de grossesse, qui est positif. 
Boo découvre que Linda lui a menti tout du long en tombant sur une photo d'elle et Caputo. 

Maria comprend que Gloria prépare un coup, et quand celle-ci lui avoue ses intentions, elle lui accorde son soutien, comprenant son geste en tant que mère. Mais quand Gloria escorte Luschek, le dernier des gardiens, elle voit que les autres ont déjà fui par un trou dans le grillage. Elle court alors pour elle aussi s'enfuir et  rejoindre son fils, mais elle est retenue par les détenues qui surveillaient précédemment les gardiens. 
En parallèle, l'entourage des détenues continue sa vie pendant l'émeute : le conjoint de Maria et leur fille, qui malgré les avances d'une jeune femme et les encouragements de sa mère, reste fidèle ; le fils de Ouija qui voit sur une vidéo internet sa mère insulter et menacer les gardiens pris en otage ; la fille de Cindy (qui est officiellement sa petite sœur) craint qu'elle soit en danger, mais sa grand-mère lui fait croire qu'elle a été transférée ailleurs. La petite découvre le mensonge lorsqu'elle voit une vidéo de Cindy sur le net. 

### Épisode 12:Tatouages, etc.
Maria amène les gardiens libérés aux dirigeants de MCC, sauf Luschek, toujours à l'intérieur enfermé avec Gloria. Maria espère que son geste lui donnera une réduction de peine mais une employée lui explique que l'arrangement ne tiendra pas. 
Quand il comprend que Taystee n'est pour rien dans la libération des gardiens, le MCC décide de mettre fin aux négociations et prépare l’assaut de l'unité d'intervention. 
Nicky sort du refuge de Frieda et retrouve Lorna, paniquée devant la douzaine de tests de grossesse positifs. Nicky prend sur elle d'appeler Vinnie, le mari de Lorna, et de le convaincre que sa grossesse est réelle et de revenir vers sa femme, malgré ses tendances extrêmes. 
Linda essaie de s'excuser auprès de Big Boo, maintenant qu'elle a vu les conditions de vie des détenues, mais Boo exige 5000 dollars pour garder le silence sur leur liaison et, voyant que Linda ne peut lui verser la somme, elle la dénonce aux autres détenues. 
Pendant ce temps, Bayley voyage en bus pour se confesser et s'excuser auprès du père de Poussey, mais ce dernier le maudit et le laisse à son sort. 
Pennsatucky profite du trou dans la grille pour rejoindre la cabane de Coates et profiter du confort des lieux. 
Red essaie de montrer un peu d'humanité envers Piscatella, un geste qu'il refuse. 
Piper sort brièvement du refuge pour découvrir que la vidéo de Piscatella a amené des manifestants appelant à plus de justice. En voyant sa mère parmi la foule, Piper l'appelle et lui dit qu'elle veut passer sa vie avec Alex. Sa mère lui dit que même si l'accepter n'est pas facile, elle est heureuse pour Alex et elle et lui dit que cela lui rappelle sa rencontre avec son père. Piper retourne au refuge et demande la main d'Alex qui accepte.

### Épisode 13:Avis de tempête
Pour les articles homonymes, voir Avis de tempête (homonymie).
Après trois jours d'émeute, le gouverneur autorise les officiers de la brigade du CERT à reprendre Litchfield, avec équipement anti-émeutes, bombes fumigènes, tasers. Les détenues réagissent entre panique et obéissance, mais certains officiers n’hésitent pas à faire usage de violence sur des prisonnières terrorisées, ce qu'ils intensifient une fois le corps de Humphrey retrouvé. 
Black Cindy et Taystee retrouvent Suzanne en arrêt respiratoire à cause du lithium. Nicky décide de l’amener au refuge de Frieda, où Suzanne reçoit une dose d'épinéphrine et reprend conscience aussitôt. 
Dans un dernier geste, Leanne et Angie mettent le feu aux dossiers carcéraux. 
Ouija, Pidge et les néo-nazies décident de se barricader dans les dortoirs.

Peu à peu, les détenues capturées sont amenées à l'extérieur, devant les familles et les journaux. 
Chang a profité de l’agitation pour s'enfuir, Pennsatucky regarde les arrestations depuis la télévision de la cabane de Coates. Flaca et Maritza retrouvent quelques fans de leurs vidéos. Maria retrouve sa fille pour quelques minutes. Linda ne parvient pas à se faire entendre à cause de Big Boo. 
Quand le CERT réalise qu'il manque 10 détenues, Caputo pense à la piscine abandonnée. Le CERT est prêt à intervenir et le gouverneur a déjà permis qu'il y ait des victimes, une décision qui rend furieux Caputo. 
Dans le refuge, Taystee s'interroge sur les suites de l’émeute et si elle aura des conséquences bénéfiques. En découvrant que Piscatella est encore retenu dans le bunker, elle s'empare de l'arme de Frieda et menace le gardien tortionnaire qu'elle tient pour responsable de la mort de Poussey. Mais alors qu'elle allait tirer, elle s'effondre en larmes. Red choisit alors de le libérer et lui ordonne de disparaitre sans laisser de traces. 